# KwaMbonambi
KwaMbonambi (isiZulu; deutsch etwa: „Ort der Mbonambi“) ist ein Ort in der südafrikanischen Provinz KwaZulu-Natal. Er ist Verwaltungssitz der Gemeinde uMfolozi im Distrikt King Cetshwayo.

## Geographie
2011 hatte KwaMbonambi 2872 Einwohner. 77 % der Einwohner gaben bei der Volkszählung als erste Sprache isiZulu an. Der Ort liegt jeweils rund 30 Kilometer nordöstlich von Empangeni, südwestlich von Mtubatuba und nördlich von Richards Bay.

## Geschichte
Der Ort wurde nach dem dort lebenden Zulu-Stamm Mbonambi benannt.

## Wirtschaft und Verkehr
Die Bewohner leben überwiegend vom Anbau von Zuckerrohr und der Forstwirtschaft.
KwaMbonambi liegt an der National Route 2, die unter anderem nach Mtubatuba und Richtung Empangeni/Richards Bay führt. Der Güterbahnhof Kwambonambi liegt an der Strecke Richards Bay–Sidvokodvo, die bei KwaMbonambi annähernd parallel zur N2 verläuft und Teil des Bahnprojekts Swazilink ist.